# Фоллсбург (Нью-Йорк)
Фоллсбург (англ. Fallsburg) — місто (англ. town) в США, в окрузі Салліван штату Нью-Йорк. Населення — 14 192 особи (2020).

## Демографія
Згідно з переписом 2010 року, у місті мешкало 12 870 осіб у 4225 домогосподарствах у складі 2712 родин. Було 8497 помешкань
Расовий склад населення:
| - 72,9 % — білих - 14,4 % — чорних або афроамериканців - 1,5 % — азіатів - 0,6 % — корінних американців - 0,1 % — вихідців з тихоокеанських островів - 6,9 % — осіб інших рас |

До двох чи більше рас належало 3,7 %. Частка іспаномовних становила 21,9 % від усіх жителів.
За віковим діапазоном населення розподілялося таким чином: 24,8 % — особи молодші 18 років, 65,4 % — особи у віці 18—64 років, 9,8 % — особи у віці 65 років та старші. Медіана віку мешканця становила 37,1 року. На 100 осіб жіночої статі у місті припадало 124,0 чоловіків;  на 100 жінок у віці від 18 років та старших — 128,4 чоловіків також старших 18 років.
Середній дохід на одне домашнє господарство  становив 57 624 долари США (медіана — 41 584), а середній дохід на одну сім'ю — 63 132 долари (медіана — 48 110). Медіана доходів становила 31 577 доларів для чоловіків та 40 756 доларів для жінок. За межею бідності перебувало 27,3 % осіб, у тому числі 51,5 % дітей у віці до 18 років та 12,2 % осіб у віці 65 років та старших.
Цивільне працевлаштоване населення становило 4510 осіб. Основні галузі зайнятості: освіта, охорона здоров'я та соціальна допомога — 35,1 %, роздрібна торгівля — 12,4 %, мистецтво, розваги та відпочинок — 8,6 %, науковці, спеціалісти, менеджери — 7,0 %.